# Norwegian.se

Logo der ehemaligen FlyNordic

Norwegian.se (zuvor eigenständig als FlyNordic) war eine schwedische Billigfluggesellschaft mit Sitz in Stockholm und zuletzt eine Marke der Norwegian Air Shuttle, die auch als norwegian.com firmiert.

## Geschichte
Die Fluggesellschaft wurde als Reguljair 1996 gegründet und nahm den Flugbetrieb mit einer Embraer EMB 110 zu regionalen Zielen auf. Die schwedische Luftfahrtbehörde entzog der Fluggesellschaft am 14. November 2000 ihre Lizenz. Mit dem neuen Namen Nordic East, dba Flynordic.com startete man am 1. Dezember 2000 wieder den Flugbetrieb.
Im November 2003 übernahm Finnair einen Anteil von 85 % an der Fluggesellschaft. Die restlichen 15 % übernahm man im Mai 2004. Finnair baute es mit dem neuen Namen FlyNordic zu einer Billigfluggesellschaft für den nordeuropäischen Verkehr aus. Die Flugzeuge vom Typ McDonnell Douglas DC-9-80/MD-80 waren früher Teil der Flotte von Finnair und sind von dieser geleast worden. Zeitgleich gründete man die Tochtergesellschaft Nordic Airlink. Jedoch verkündete Finnair 2005 die Insolvenz der Fluggesellschaft, aber der Flugbetrieb wurde mit der Tochtergesellschaft Nordic Airlink aufrechterhalten. Zu dieser Zeit hatte das Unternehmen circa 240 Mitarbeiter.
Am 24. April 2007 gab Norwegian Air Shuttle bekannt, dass man FlyNordic vollständig übernommen hat. Am 14. März 2008 entschied Norwegian Air Shuttle, dass man FlyNordic nicht mehr als eigenständiges Unternehmen führt, sondern zum 5. April 2008 in die Muttergesellschaft integriert und unter der Marke norwegian.se fliegen lässt. Dies bedeutete das endgültige Ende der FlyNordic als Unternehmen mit eigenem Flugbetrieb. Auch die Marke norwegian.se wird zwischenzeitlich zugunsten des einheitlichen norwegian.com nicht mehr genutzt.

## Ziele
Norwegian.se bediente zuletzt für Norwegian Air Shuttle von Schweden aus verschiedene Ziele innerhalb Europas.

## Flotte
Mit Stand September 2009 bestand die Flotte der norwegian.se aus drei Flugzeugen:
- 2 McDonnell Douglas DC-9-82/MD-82
- 1 McDonnell Douglas DC-9-83/MD-83